# Euchroea viossati
Euchroea viossati är en skalbaggsart som beskrevs av Ruter 1973. Euchroea viossati ingår i släktet Euchroea och familjen Cetoniidae. Inga underarter finns listade i Catalogue of Life.